# Fée et tendres automates
Fée et tendres automates est une série de bande dessinée fantastique créée par Téhy (scénario) et  Béatrice Tillier (dessin et couleurs). Ses trois volumes ont paru entre 1996 et 2003 chez Vents d'Ouest. Téhy, assisté de Frank Leclercq, remplace Tillier au dessin du troisième volume, colorisé par Le Prince. 

## Synopsis
Une histoire d'amour éternelle entre deux automates séparés depuis des siècles, Jam et une fée inachevée par son créateur.

## Albums
- Fée et tendres automates, Vents d'Ouest :

1. Jam, 1996.
2. Elle, 2000.
3. Wolfgang Miyaké, 2003[1].

### Documentation
- Jean-Pierre Fueri, « Salade d'automates », BoDoï, no 29,‎ avril 2000, p. 5.